# Franz Fischler
Franz Fischler (Absam, 23 settembre 1946) è un politico austriaco, esponente del Partito Popolare Austriaco.
Esperto di politiche agricole, è stato ministro e commissario europeo per l'agricoltura e lo sviluppo rurale e la pesca.

## Biografia
Fischler crebbe in una famiglia di agricoltori e allevatori; primo di sei fratelli, dall'età di 14 anni dovette aiutare la madre nella gestione della fattoria. Frequentò la scuola superiore dai francescani a Hall in Tirol. Fischler studiò scienze agrarie presso l'università di Vienna, laureandosi nel 1973. Tra il 1973 e il 1979 lavorò come assistente universitario presso il dipartimento di pianificazione agricola regionale dell'Istituto per la gestione rurale di Vienna e nel 1978 conseguì il dottorato.
Tra il 1979 e il 1984 lavorò come assistente per la gestione presso la Camera dell'agricoltura del Tirolo, occupandosi principalmente di cultura, istruzione, pianificazione dell'uso del suolo e di protezione ambientale. Nel 1985 fu nominato direttore della Camera dell'agricoltura del Tirolo. Fece parte dei consigli di amministrazione dell'industria casearia ALPI e di Raiffeisen Bank.
Nell'aprile 1989 fu nominato ministro dell'agricoltura e delle foreste e nel novembre 1990 fu eletto membro del Nationalrat in rappresentanza del Partito Popolare Austriaco, ma rinunciò all'incarico di parlamentare per continuare quello di ministro. Nel novembre 1994 fu rieletto, ma rinunciò nuovamente poche settimane dopo, e si dimise dall'incarico di ministro. Come ministro Fischler partecipò ai negoziati per l'ingresso dell'Austria nell'Unione europea, avvenuto il 1º gennaio 1995.

### Commissario europeo, 1995-2004
Nel 1995 Fischler fu indicato dal governo austriaco come primo commissario europeo dell'Austria. Entrò in carica il 23 gennaio 1995 e fu nominato commissario europeo per l'agricoltura e lo sviluppo rurale. Svolse l'incarico nelle Commissioni Santer, Marín e Prodi fino al novembre 2004. Nella Commissione Prodi (1999-2004) fu anche commissario per la pesca. È stato l'unico commissario europeo per la pesca proveniente da un paese senza affaccio sul mare.
Come commissario Fischler promosse la riforma del settore agricolo del 2003, concepita per rispondere alle pressioni per una maggiore liberalizzazione del mercato agricolo europeo e per adeguare l'Unione europea alle tendenze del round di Doha per la liberalizzazione del commercio internazionale. Nonostante l'elaborazione di alcune proposte originali, il tentativo di Fischler di riforma della Politica agricola comune si scontrò con l'opposizione di alcuni governi e riuscì a conseguire solo una riforma parziale. Fischler promosse una riforma della politiche della pesca e altre riforme settoriali relative alle politiche agricole; dovette affrontare la cosiddetta "crisi della mucca pazza. Partecipò alla redazione del documento strategico Agenda 2000.
Fischler faceva parte della Commissione europea quando l'Austria fu isolata politicamente dai partner europei dopo l'ingresso del Partito della Libertà nella coalizione di governo nel 2000.
Al termine del suo mandato da commissario europeo, Fischler fondò la società di consulenza "Franz Fischler Consult". È stato consulente di vari governi e organizzazioni internazionali. È stato presidente del think tank austriaco “Ecosocial Forum“, direttore dell'Iniziativa per un Piano Marshall mondiale e presidente della Fondazione RISE. Nel 2011 fu candidato dal governo austriaco come direttore generale della FAO.